# عجائب الطبيعة السبع للمملكة المتحدة
عجائب الطبيعة السبع للمملكة المتحدة هي قائمة وضعتها الجمعية الجغرافية الملكية في أيار/ مايو 2021. وقد اختيرت هذه العجائب السبع لما تحويه من جمال وتفرد وكذلك لأهميتها الجيولوجية". توجد أربع عجائب في إنجلترا (Wastwater و Dovedale و The Needles و Jurassic Coast) وواحدة في أيرلندا الشمالية (Giant's Causeway) وواحدة في اسكتلندا (Loch Coruisk & The Cuillins) وواحدة في ويلز (Pistyll Rhaeadr).

## الوصف
صنفت جمعية الجغرافية الملكية بالشراكة مع شركة الملابس الخارجية الأمريكية ميريل  القائمة المذكورة في أيار/مايو عام2021. وهي تتألف مما يعتبره مصنفو القائمة أجمل المواقع الطبيعية في المملكة المتحدة. كانت معايير الجمعية الجغرافية الملكية لوضع القائمة هي «الجمال المشترك، والتفرد، والأهمية الجيولوجية». تشمل العجائب السبع المختارة أربعة من إنجلترا (Wastwater و Dovedale و The Needles و Jurassic Coast) وواحدة من أيرلندا الشمالية (Giant's Causeway) وواحدة من اسكتلندا (Loch Coruisk & The Cuillins) وواحدة من ويلز (Pistyll Rhaeadr). تعد Pistyll Rhaeadr، منذ القرن الثامن عشر، واحدة من عجائب ويلز السبع.
وجدت دراسة استقصائية أجرتها ميريل أن 41 ٪ من البالغين البريطانيين لم يزوروا أي عجيبة من عجائب السبع الطبيعية المذكورة. وقد كان الساحل الجوراسي هو الأكثر زيارة، حيث أفاد 31٪ ممن شملهم الاستطلاع أنهم سافروا هناك، بينما كان بيستيل رايدر هو الأقل زيارة، حيث ذكر 6٪ فقط ممن شملهم الاستطلاع أنهم قاموا برحلة إلى هناك. ووجد الاستطلاع أن 10٪ فقط من البريطانيين قد سمعوا بجميع العجائب السبع الطبيعية.
صنفت القائمة في أعقاب جائحة COVID-19 التي حدت بشكل كبير من قدرة البريطانيين على السفر، ويأمل واضعو القائمة أن تلهم المزيد من السفر إلى المواقع المختارة.

## قائمة
| عجائب طبيعية                | صورة   | موقع                            | وصف | المرجع |
| --------------------------- | ------ | ------------------------------- | --- | ------ |
| Dovedale                    | </img> | منطقة بيك، إنجلترا              | جزء من وادي دوف يتميز بأودية من الحجر الجيري وحياة بحرية متحجرة                                                            | [ 1 ]  |
| Giant's Causeway            | </img> | مقاطعة أنتريم، أيرلندا الشمالية | مجموعة من 40.000 عمود بازلت منتظم متعدد الأضلاع يتكون من حمم بركانية سريعة التبريد. أيضا أحد مواقع التراث العالمي لليونسكو | [ 1 ]  |
| Jurassic Coast              | </img> | ديفون ودورست، إنجلترا           | ساحل ممتد بطول 95 ميلاً (153 كم) الذي يحتوي على أحافير من حقبة العصر الوسيط. وهو أحد مواقع التراث العالمي لليونسكو أيضاً     | [ 1 ]  |
| Loch Coruisk & The Cuillins | </img> | جزيرة سكاي، اسكتلندا            | بحيرة المياه العذبة في وسط الجزيرة، وتحيط بها جبال بلاك كويلينز.                                                           | [ 1 ]  |
| Pistyll Rhaedr              | </img> | بوويز، ويلز                     | 240 قدم (73 م) شلال طويل، أحد أطول الشلالات في بريطانيا، تغذيه جداول من جبال بيروين                                        | [ 1 ]  |
| The Needles                 | </img> | جزيرة وايت، إنجلترا             | سلسلة من مداخن الطباشير تمتد إلى البحر من الطرف الغربي للجزيرة                                                             | [ 1 ]  |
| Wastwater                   | </img> | مقاطعة ليك، إنجلترا             | وادٍ جليدي محاط ببعض الأجزاء العالية لجبال The Lake District                                                                | [ 1 ]  |

## أنظر أيضا
- عجائب الدنيا السبع
- عجائب الدنيا السبع الطبيعية
- عجائب الطبيعة السبع الجديدة